# Nigotești
Nigotești – wieś w Rumunii, w okręgu Suczawa, w gminie Vadu Moldovei. W 2011 roku liczyła 465 mieszkańców. 